# Skandia (salle de cinéma)

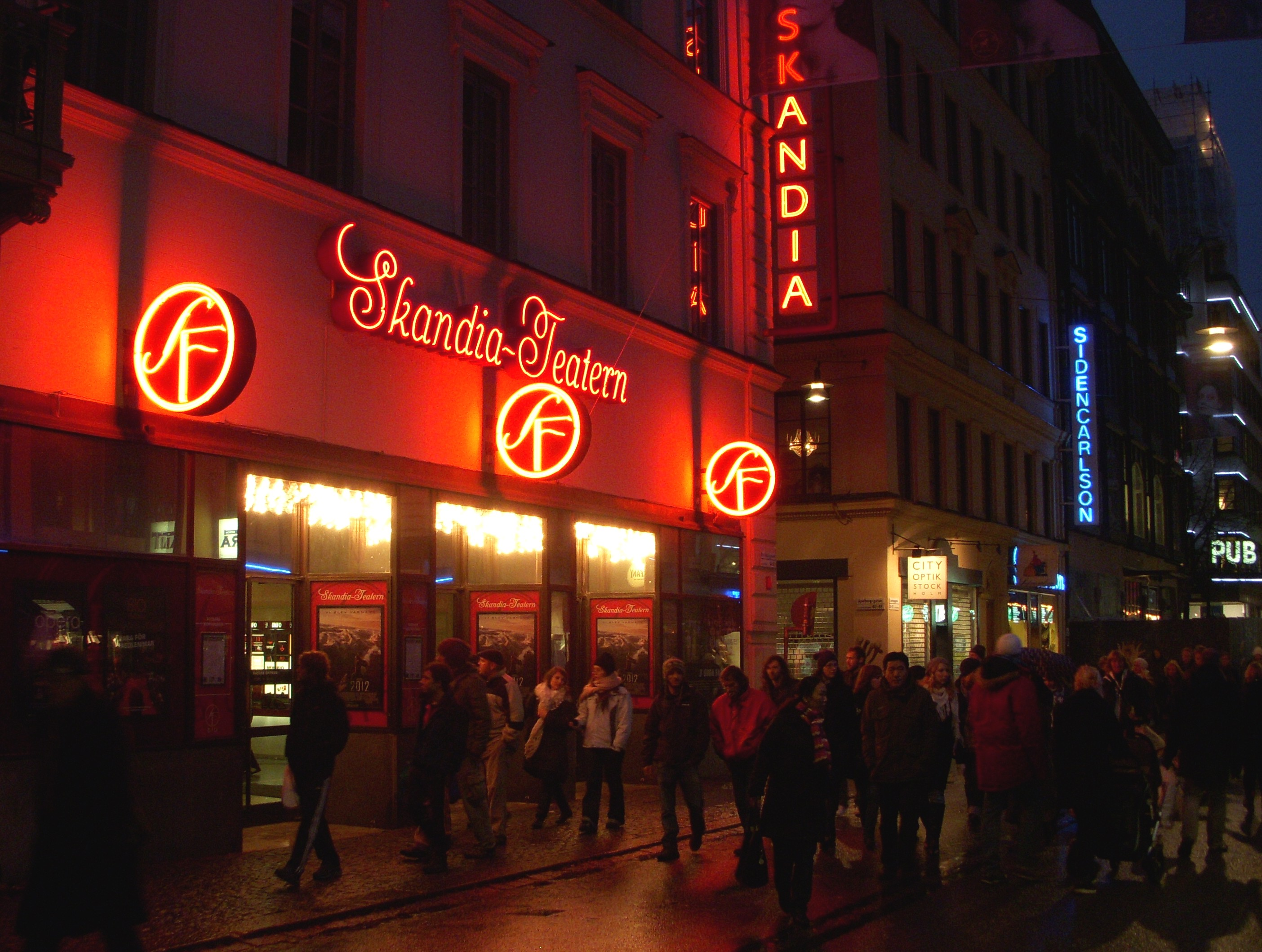
Devanture du Skandia (2009).

Le Skandia-Teatern est une salle de cinéma de la chaîne SF Bio conçue par l'architecte Gunnar Asplund et située au numéro 82 de la rue piétonne Drottninggatan, dans la ville de Stockholm, en Suède.

## Historique
Le Skandia-Teatern a ouvert ses portes au public le 19 septembre 1923.

## Intérieur du cinéma

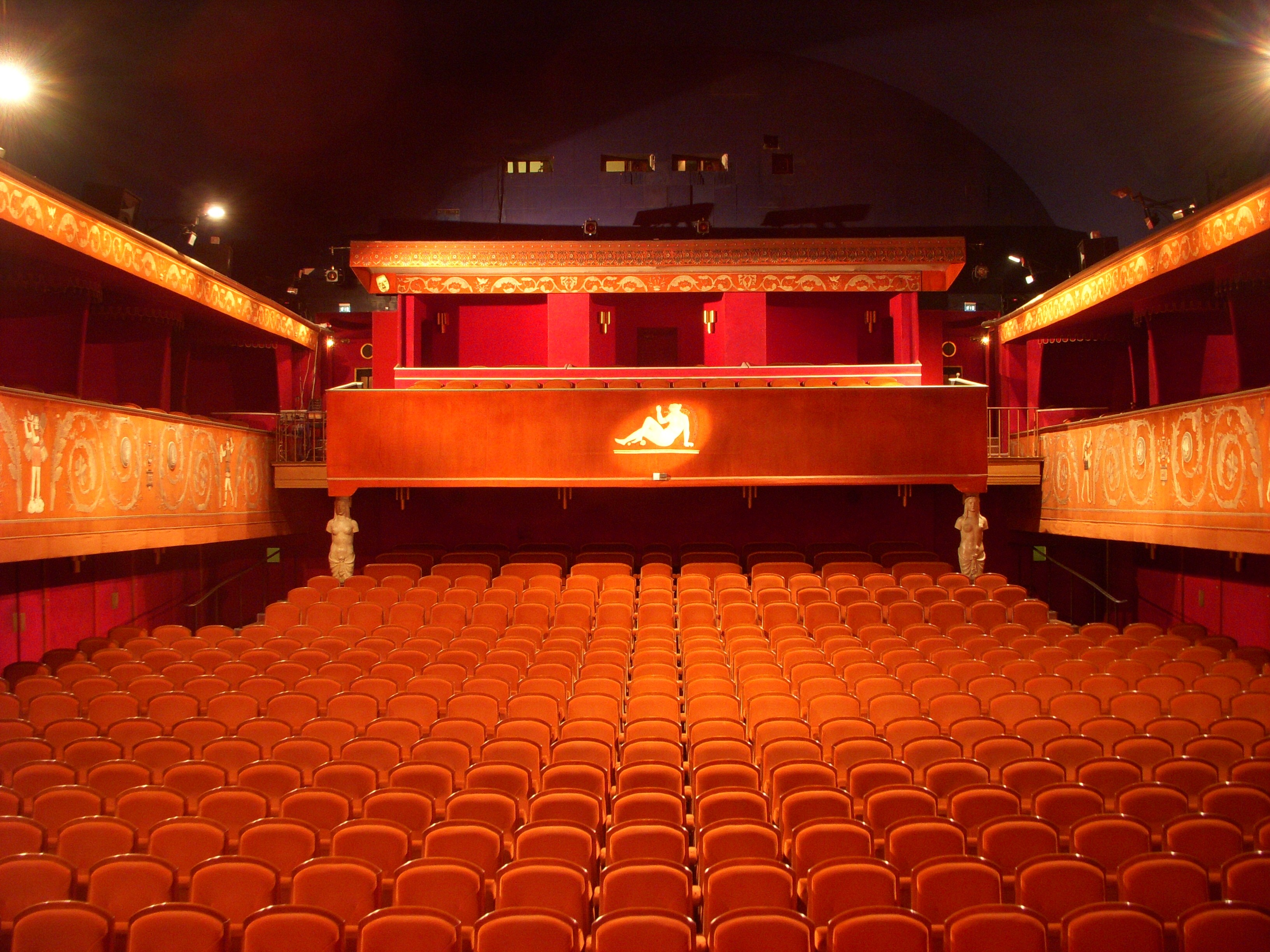
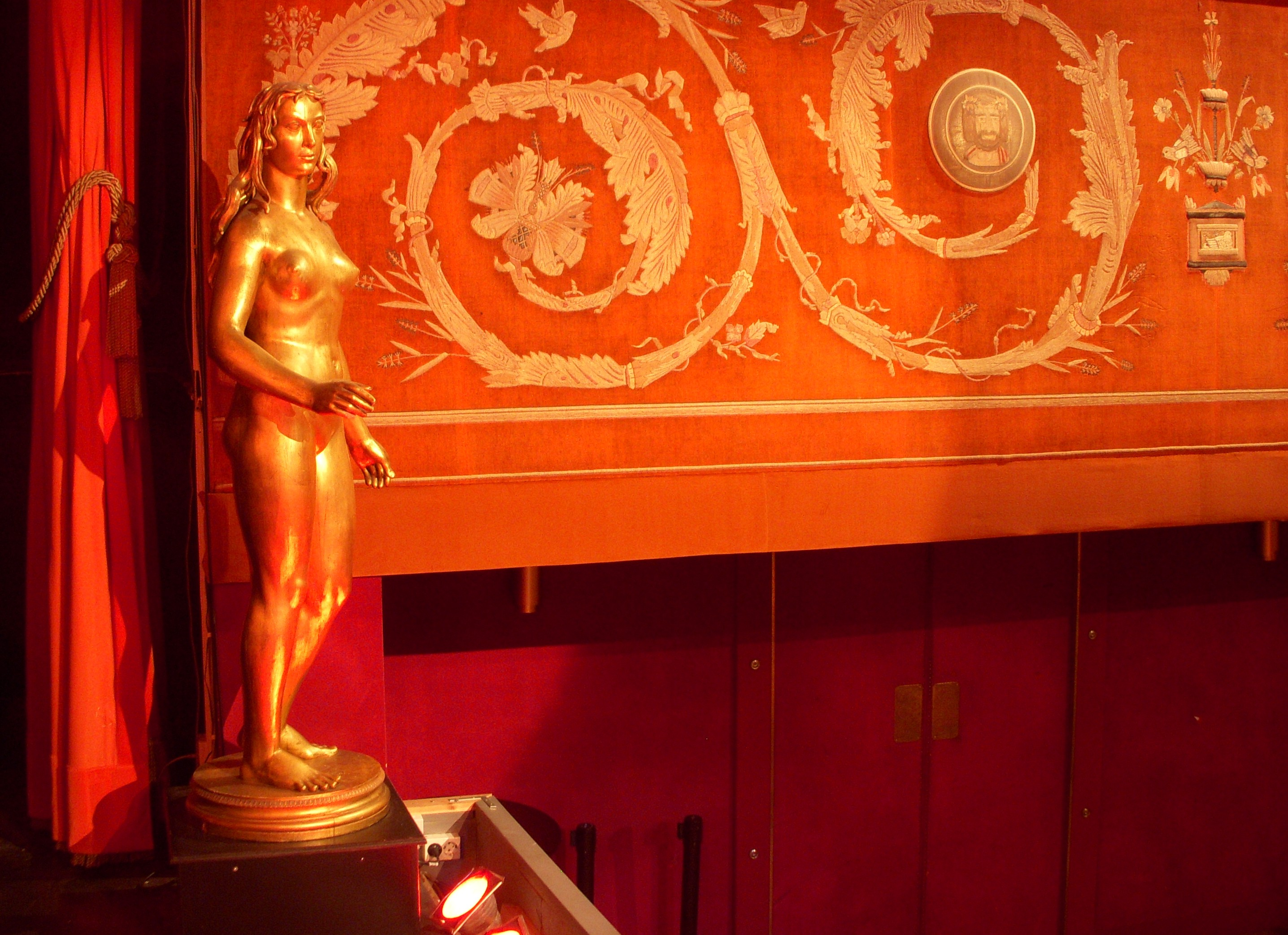
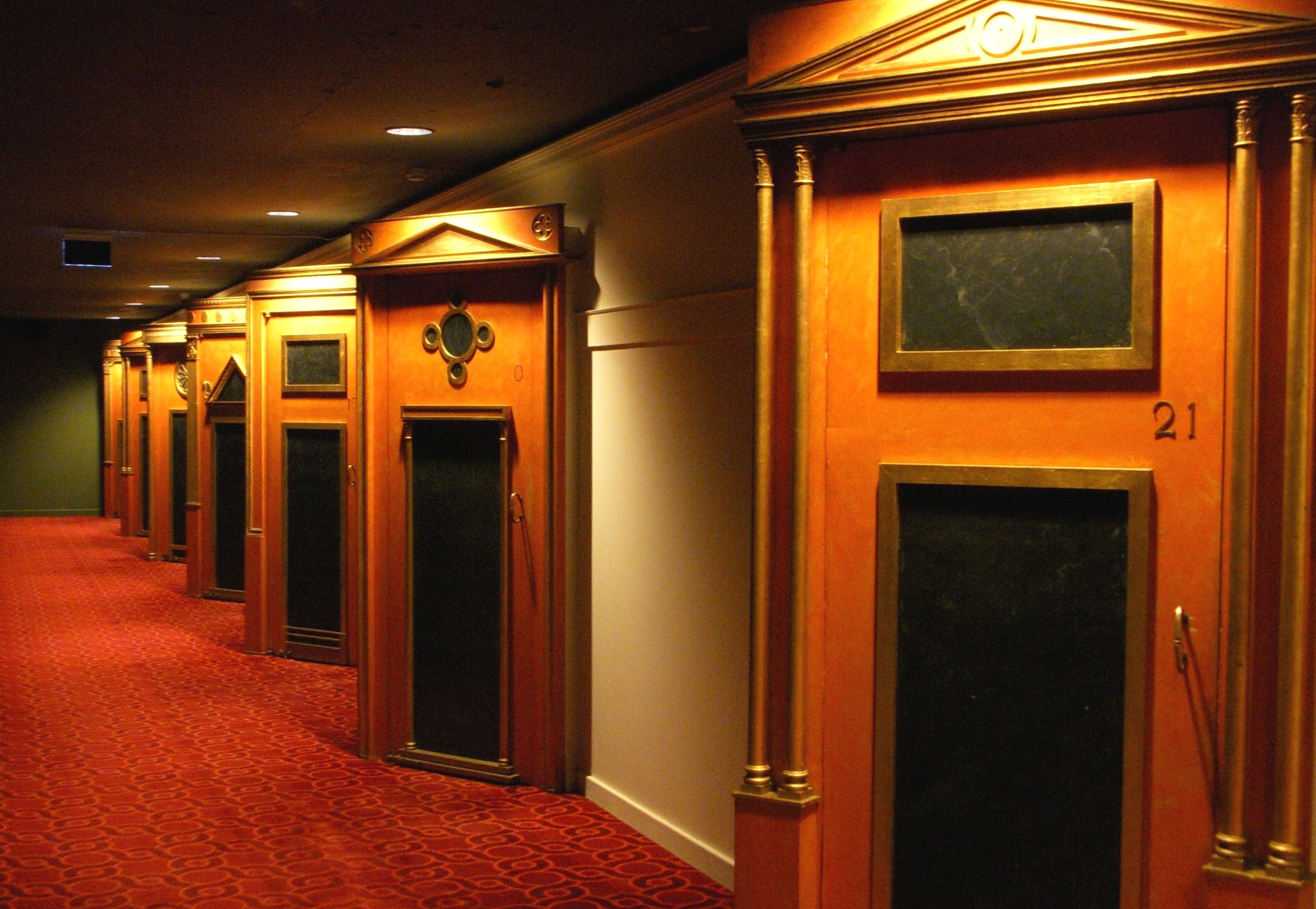
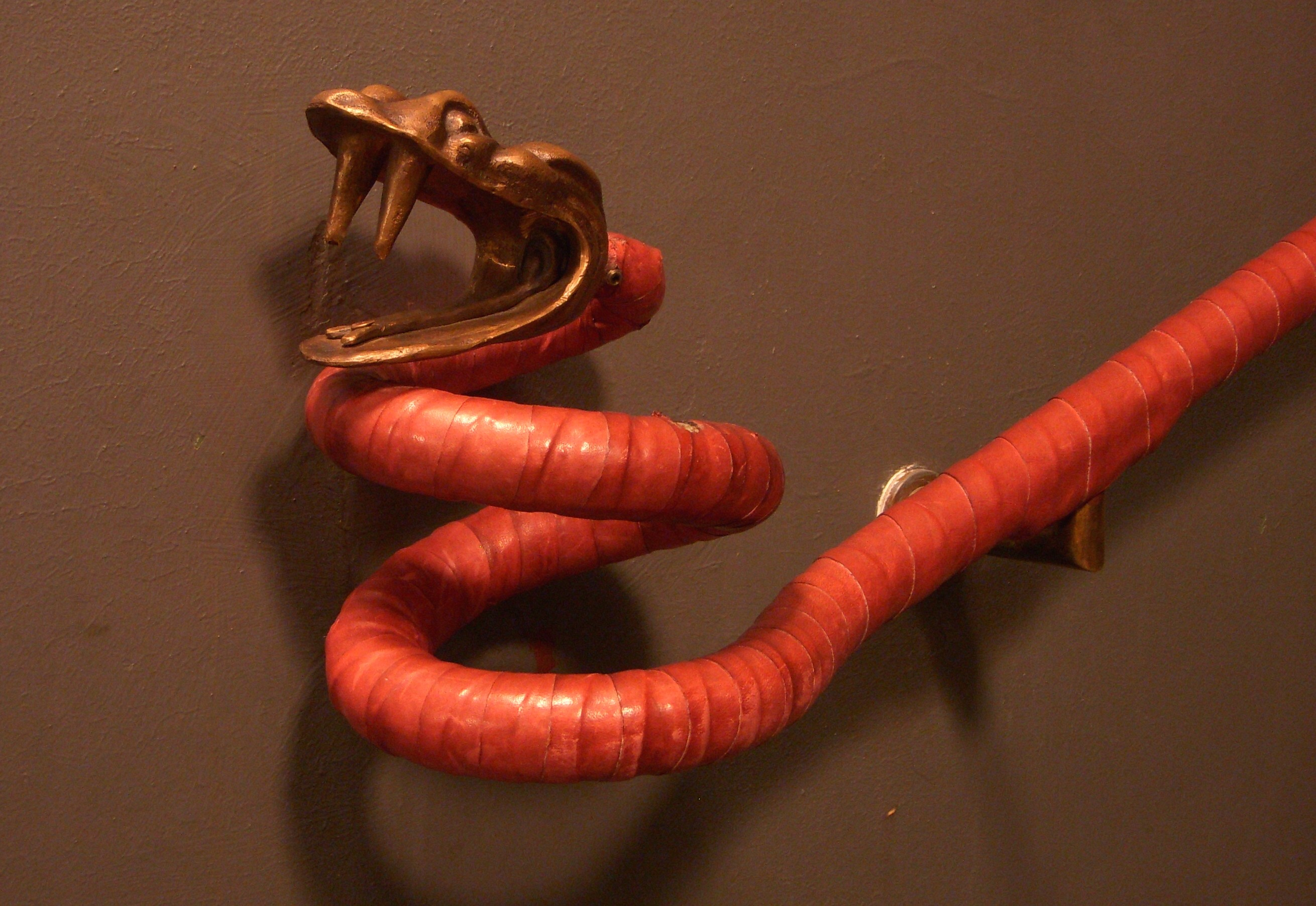
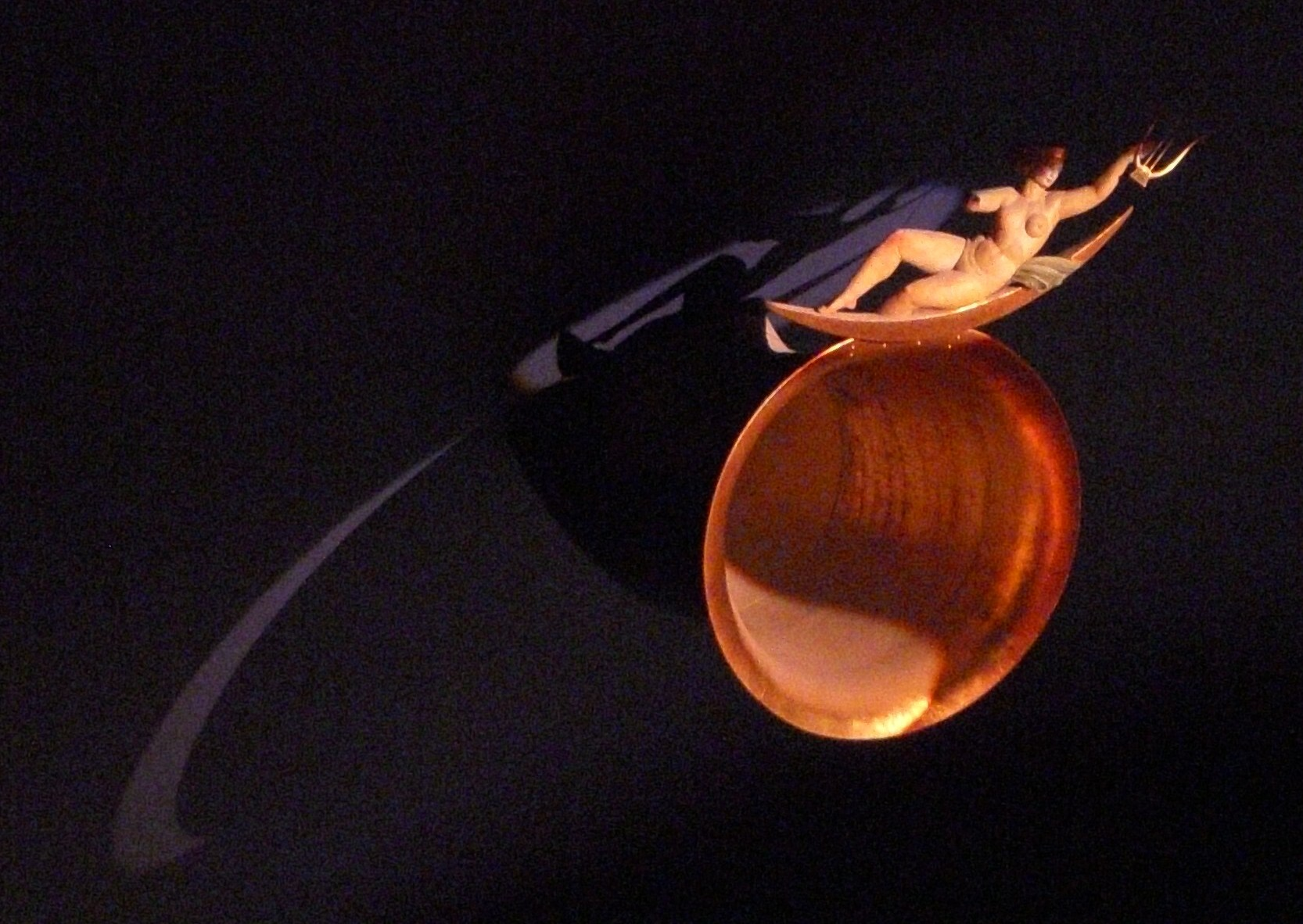